# Selective Service System
Selective Service System (SSS) er en amerikansk føderal etat, som administrerer landets værnepligtssystem, kaldt Selective Service ("selektionstjeneste"). Systemet indebærer, at alle mænd mellem 18 og 26 år i USA skal registrere sig hos SSS for at give myndighederne et overblik over, hvem som er tilgængelig for militærtjeneste, hvis der opstår en nødssituation.
USA afskaffede værnepligten i 1973, men opretholder Selective Service som en mulighed for at genindføre værnpligt, hvis der skulle udbryde krig, eller hvis USAs forsvar af andre grunde behøver en hurtig udvidelse. En lov om genindførelse af værnepligten skal vedtages af Kongressen.  Selective Service indebærer, at myndighederne hurtigt kan gennemføre en indkaldelse - normalt i form af et lotteri hvis en sådan situation skulle opstå. Sidste gang man benyttede sig af værnepligt i USA, under Vietnamkrigen, blev lotteriet gennemført ved, at man udtrak et antal datoer og indkaldte de unge mænd, som var født på disse datoer.